# Elenaconcha guiness
Elenaconcha guiness is een tweekleppigensoort uit de familie van de Vesicomyidae. De wetenschappelijke naam van de soort is voor het eerst geldig gepubliceerd in 2009 door Cosel & Olu.